# Campionati europei di duathlon long distance del 2015
I Campionati europei di duathlon long distance del 2015 (IV edizione) si sono tenuti a Horst aan de Maas in Paesi Bassi, in data 12 aprile 2015.
Tra gli uomini ha vinto il belga Kenneth Vandendriessche, mentre la gara femminile è andata alla svizzera Laura Hrebec.

## Risultati

### Élite uomini
| Pos. | Atleta                  | Paese         | Corsa    | Bici     | Corsa    | Totale   |
| ---- | ----------------------- | ------------- | -------- | -------- | -------- | -------- |
|      | Kenneth Vandendriessche | Belgio        | 00:29:54 | 01:23:04 | 00:31:03 | 02:26:13 |
|      | Daniel Formela          | Polonia       | 00:30:27 | 01:22:18 | 00:31:15 | 02:26:37 |
|      | Rob Woestenborghs       | Belgio        | 00:29:54 | 01:22:59 | 00:31:48 | 02:27:00 |
| 4    | Søren Bystrup           | Danimarca     | 00:30:11 | 01:22:43 | 00:31:51 | 02:27:19 |
| 5    | Gaël Le Bellec          | Francia       | 00:30:37 | 01:22:16 | 00:32:17 | 02:27:32 |
| 6    | Mark Oude Bennink       | Paesi Bassi   | 00:30:12 | 01:22:43 | 00:33:01 | 02:28:34 |
| 7    | Anthony Le Duey         | Francia       | 00:30:11 | 01:24:19 | 00:32:48 | 02:29:47 |
| 8    | Thomas Bruins           | Paesi Bassi   | 00:30:26 | 01:24:23 | 00:33:04 | 02:30:24 |
| 9    | Robin Moussel           | Francia       | 00:30:27 | 01:25:07 | 00:32:50 | 02:31:05 |
| 10   | Pieter Rijnders         | Belgio        | 00:30:11 | 01:25:52 | 00:33:12 | 02:31:55 |
| 11   | Seppe Odeyn             | Belgio        | 00:30:28 | 01:25:21 | 00:33:33 | 02:31:57 |
| 12   | Andreas Sutz            | Svizzera      | 00:30:26 | 01:25:12 | 00:33:41 | 02:32:06 |
| 13   | Julian Lings            | Regno Unito   | 00:30:11 | 01:27:18 | 00:31:48 | 02:32:07 |
| 14   | Thomas Buyle            | Belgio        | 00:30:10 | 01:27:24 | 00:32:15 | 02:32:18 |
| 15   | Vincent Van de Walle    | Belgio        | 00:30:45 | 01:27:40 | 00:32:10 | 02:32:57 |
| 16   | Gerben Schreurs         | Paesi Bassi   | 00:32:09 | 01:26:06 | 00:32:42 | 02:33:30 |
| 17   | Gabriel Lombriser       | Svizzera      | 00:30:38 | 01:27:42 | 00:32:56 | 02:33:55 |
| 18   | Alexander Picard        | Paesi Bassi   | 00:32:27 | 01:25:42 | 00:33:54 | 02:34:39 |
| 19   | Fabian Zehnder          | Svizzera      | 00:30:39 | 01:27:43 | 00:34:00 | 02:34:51 |
| 20   | Dirk Wijnalda           | Paesi Bassi   | 00:32:14 | 01:28:42 | 00:33:27 | 02:37:06 |
| 21   | Teun Van Der Meulen     | Paesi Bassi   | 00:32:25 | 01:29:07 | 00:35:00 | 02:39:17 |
| 22   | Raimond Van Der Boom    | Paesi Bassi   | 00:00:00 | 01:29:13 | 00:35:27 | 02:40:06 |
| 23   | David Claerebout        | Lussemburgo   | 00:32:43 | 01:31:29 | 00:35:37 | 02:42:55 |
| 24   | Peter Res               | Paesi Bassi   | 00:33:32 | 01:31:37 | 00:37:24 | 02:45:35 |
| 25   | Michele Paonne          | Liechtenstein | 00:32:52 | 01:33:21 | 00:35:56 | 02:45:51 |

### Élite donne
| Pos. | Atleta             | Paese       | Corsa    | Bici     | Corsa    | Totale   |
| ---- | ------------------ | ----------- | -------- | -------- | -------- | -------- |
|      | Laura Hrebec       | Svizzera    | 00:33:16 | 01:35:07 | 00:34:40 | 02:46:23 |
|      | Sara Dossena       | Italia      | 00:32:57 | 01:38:04 | 00:33:48 | 02:47:30 |
|      | Maja Stage Nielsen | Danimarca   | 00:34:18 | 01:36:17 | 00:35:26 | 02:48:45 |
| 4    | Victoria Gill      | Regno Unito | 00:00:00 | 00:00:00 | 00:35:35 | 02:48:56 |
| 5    | Susanne Svendsen   | Danimarca   | 00:34:39 | 01:35:13 | 00:36:52 | 02:49:53 |
| 6    | Jenny Schulz       | Germania    | 00:34:59 | 01:35:55 | 00:36:57 | 02:50:51 |
| 7    | Isabelle Ferrer    | Francia     | 00:34:40 | 01:36:47 | 00:36:03 | 02:50:56 |
| 8    | Eva Nyström        | Svezia      | 00:36:07 | 01:32:39 | 00:39:31 | 02:51:27 |
| 9    | Katrin Esefeld     | Germania    | 00:36:08 | 01:36:27 | 00:37:31 | 02:53:13 |
| 10   | Marina Van Dijk    | Paesi Bassi | 00:36:16 | 01:38:37 | 00:38:34 | 02:56:14 |
| 11   | Kristina Lapinova  | Slovacchia  | 00:34:59 | 01:40:53 | 00:38:04 | 02:56:52 |
| 12   | Eline Lute-Kuin    | Paesi Bassi | 00:38:10 | 01:37:42 | 00:40:20 | 02:59:21 |
| 13   | Miriam Van Reijen  | Paesi Bassi | 00:34:17 | 01:46:45 | 00:35:38 | 03:00:17 |
| 14   | Laura Hak          | Paesi Bassi | 00:39:30 | 01:36:09 | 00:42:41 | 03:01:42 |